# 2e étape du Tour d'Espagne 2014
La 2e étape du Tour d'Espagne 2014 a eu lieu le dimanche 24 août 2014 entre les villes d'Algésiras et San Fernando sur une distance de 174,4 km.

## Résultats

### Classement de l'étape
|    | Coureur            | Pays        | Équipe                  |    | Temps          |
| -- | ------------------ | ----------- | ----------------------- | -- | -------------- |
| 1  | Nacer Bouhanni     | France      | FDJ.fr                  | en | 4 h 1 min 30 s |
| 2  | John Degenkolb     | Allemagne   | Giant-Shimano           |    | m.t            |
| 3  | Roberto Ferrari    | Italie      | Lampre-Merida           |    | m.t            |
| 4  | Jasper Stuyven     | Belgique    | Trek Factory Racing     |    | m.t            |
| 5  | Francesco Lasca    | Italie      | Caja Rural-Seguros RGA  |    | m.t            |
| 6  | Oscar Gatto        | Italie      | Cannondale              |    | m.t            |
| 7  | Yauheni Hutarovich | Biélorussie | AG2R La Mondiale        |    | m.t            |
| 8  | Tom Boonen         | Belgique    | Omega Pharma-Quick Step |    | m.t            |
| 9  | Moreno Hofland     | Pays-Bas    | Belkin                  |    | m.t            |
| 10 | Matteo Pelucchi    | Italie      | IAM                     |    | m.t            |

### Points attribués
|   | Cycliste                   | Pays           | Équipe                 | Points |
| - | -------------------------- | -------------- | ---------------------- | ------ |
| 1 | Jacques Janse van Rensburg | Afrique du Sud | MTN-Qhubeka            | 4      |
| 2 | Valerio Conti              | Italie         | Lampre-Merida          | 2      |
| 3 | Javier Aramendia           | Espagne        | Caja Rural-Seguros RGA | 1      |

|   | Cycliste                   | Pays           | Équipe        | Points |
| - | -------------------------- | -------------- | ------------- | ------ |
| 1 | Valerio Conti              | Italie         | Lampre-Merida | 4      |
| 2 | Romain Hardy               | France         | Cofidis       | 2      |
| 3 | Jacques Janse van Rensburg | Afrique du Sud | MTN-Qhubeka   | 1      |

|    | Cycliste           | Pays        | Équipe                  | Points |
| -- | ------------------ | ----------- | ----------------------- | ------ |
| 1  | Nacer Bouhanni     | France      | FDJ.fr                  | 25     |
| 2  | John Degenkolb     | Allemagne   | Giant-Shimano           | 20     |
| 3  | Roberto Ferrari    | Italie      | Lampre-Merida           | 16     |
| 4  | Jasper Stuyven     | Belgique    | Trek Factory Racing     | 14     |
| 5  | Francesco Lasca    | Italie      | Caja Rural-Seguros RGA  | 12     |
| 6  | Oscar Gatto        | Italie      | Cannondale              | 10     |
| 7  | Yauheni Hutarovich | Biélorussie | AG2R La Mondiale        | 9      |
| 8  | Tom Boonen         | Belgique    | Omega Pharma-Quick Step | 8      |
| 9  | Moreno Hofland     | Pays-Bas    | Belkin                  | 7      |
| 10 | Matteo Pelucchi    | Italie      | IAM                     | 6      |
| 11 | Gerald Ciolek      | Allemagne   | MTN-Qhubeka             | 5      |
| 12 | Michael Matthews   | Australie   | Orica-GreenEDGE         | 4      |
| 13 | Lloyd Mondory      | France      | AG2R La Mondiale        | 3      |
| 14 | Yannick Martinez   | France      | Europcar                | 2      |
| 15 | Geoffrey Soupe     | France      | FDJ.fr                  | 1      |

### Cols et côtes
| - Ascension d'Alto del Cabrito, 3e catégorie (km 10,2) \| \| Cycliste \| Pays \| Équipe \| Points \| \| - \| ----------------- \| --------- \| ------------- \| ------ \| \| 1 \| Nathan Haas \| Australie \| Garmin-Sharp \| 3 \| \| 2 \| Kristian Sbaragli \| Italie \| MTN-Qhubeka \| 2 \| \| 3 \| Valerio Conti \| Italie \| Lampre-Merida \| 1 \| |                   |           |               |        |
| | Cycliste          | Pays      | Équipe        | Points |
| 1 | Nathan Haas       | Australie | Garmin-Sharp  | 3      |
| 2 | Kristian Sbaragli | Italie    | MTN-Qhubeka   | 2      |
| 3 | Valerio Conti     | Italie    | Lampre-Merida | 1      |

## Classements à l'issue de l'étape

### Classement général
|    | Cycliste             | Pays       | Équipe          |    | Temps           |
| -- | -------------------- | ---------- | --------------- | -- | --------------- |
| 1  | Alejandro Valverde   | Espagne    | Movistar        | en | 4 h 15 min 43 s |
| 2  | Nairo Quintana       | Colombie   | Movistar        | +  | 0 s             |
| 3  | Andrey Amador        | Costa Rica | Movistar        |    | 0 s             |
| 4  | Jonathan Castroviejo | Espagne    | Movistar        |    | 0 s             |
| 5  | Imanol Erviti        | Espagne    | Movistar        |    | 0 s             |
| 6  | Gorka Izagirre       | Espagne    | Movistar        |    | 0 s             |
| 7  | Oscar Gatto          | Italie     | Cannondale      |    | 6 s             |
| 8  | Michael Matthews     | Australie  | Orica-GreenEDGE |    | 6 s             |
| 9  | Damiano Caruso       | Italie     | Cannondale      |    | 6 s             |
| 10 | Maciej Bodnar        | Pologne    | Cannondale      |    | 6 s             |

### Classement par points
|   | Cycliste        | Pays      | Équipe        | Points |
| - | --------------- | --------- | ------------- | ------ |
| 1 | Nacer Bouhanni  | France    | FDJ.fr        | 25     |
| 2 | John Degenkolb  | Allemagne | Giant-Shimano | 20     |
| 3 | Roberto Ferrari | Italie    | Lampre-Merida | 16     |

### Classement du meilleur grimpeur
|   | Cycliste          | Pays      | Équipe        | Points |
| - | ----------------- | --------- | ------------- | ------ |
| 1 | Nathan Haas       | Australie | Garmin-Sharp  | 3      |
| 2 | Kristian Sbaragli | Italie    | MTN-Qhubeka   | 2      |
| 3 | Valerio Conti     | Italie    | Lampre-Merida | 1      |

### Classement du combiné
|   | Cycliste      | Pays   | Équipe        | Points |
| - | ------------- | ------ | ------------- | ------ |
| 1 | Valerio Conti | Italie | Lampre-Merida | 102    |

### Classements par équipes
|   | Équipe          | Pays      |    | Temps            |
| - | --------------- | --------- | -- | ---------------- |
| 1 | Movistar        | Espagne   | en | 12 h 18 min 43 s |
| 2 | Cannondale      | Italie    | +  | 6 s              |
| 3 | Orica-GreenEDGE | Australie |    | 6 s              |

## Abandon
Aucun.